# 艾哈迈德·奥达
艾哈迈德·奥达（羅馬化：Aḥmad al-ʿAwdah；1981年—）是一位叙利亚军官，现为南方作战室领导人。他出生于德拉省布斯拉。奥达曾在2014年—2018年担任叛军组织“逊奈青年力量”的领导人。2018年叙利亚南部战役后，奥达与阿萨德政权达成和解。在俄罗斯的支持下，奥达被任命为叙利亚阿拉伯陆军第五军团第八旅的指挥官，该军团主要由和解后的叛军组成。他成为德拉省的重要权力掮客，接受俄罗斯的指令，而非大马士革当局，因此被称为“俄罗斯在南叙利亚的代理人”。
2024年底，在叙利亚政府军面对叙利亚反对派攻势时损失惨重的背景下，奥达及其部队重新倒向叙利亚反对派，组建南方作战室，并在随后的大马士革陷落行动中发挥了核心作用，最终推翻了阿萨德政权，而南方作戰室於過渡政府成立後仍未正式接受敘利亞國防部管理。